# Конвейерный метод уборки хлеба
Конве́йерный ме́тод убо́рки хле́ба (также хле́бный конве́йер, иногда просто конве́йер) — способ уборки урожая колосовых культур (пшеницы, ячменя, ржи и других) в 1930—1931 годах в колхозах СССР. Метод заключался в том, что хлеб (без скирдования и копнения) обмолачивали сразу после жатвы и зерно (без завоза в колхозные амбары) отправляли государству. В силу недостаточной механизации советского сельского хозяйства (нехватки комбайнов и механических молотилок) и низкой заинтересованности колхозников этот метод привел к большим потерям урожая в 1930 году. В 1931 году власти начали в противовес этому методу пропагандировать традиционное скирдование.

## Предыстория

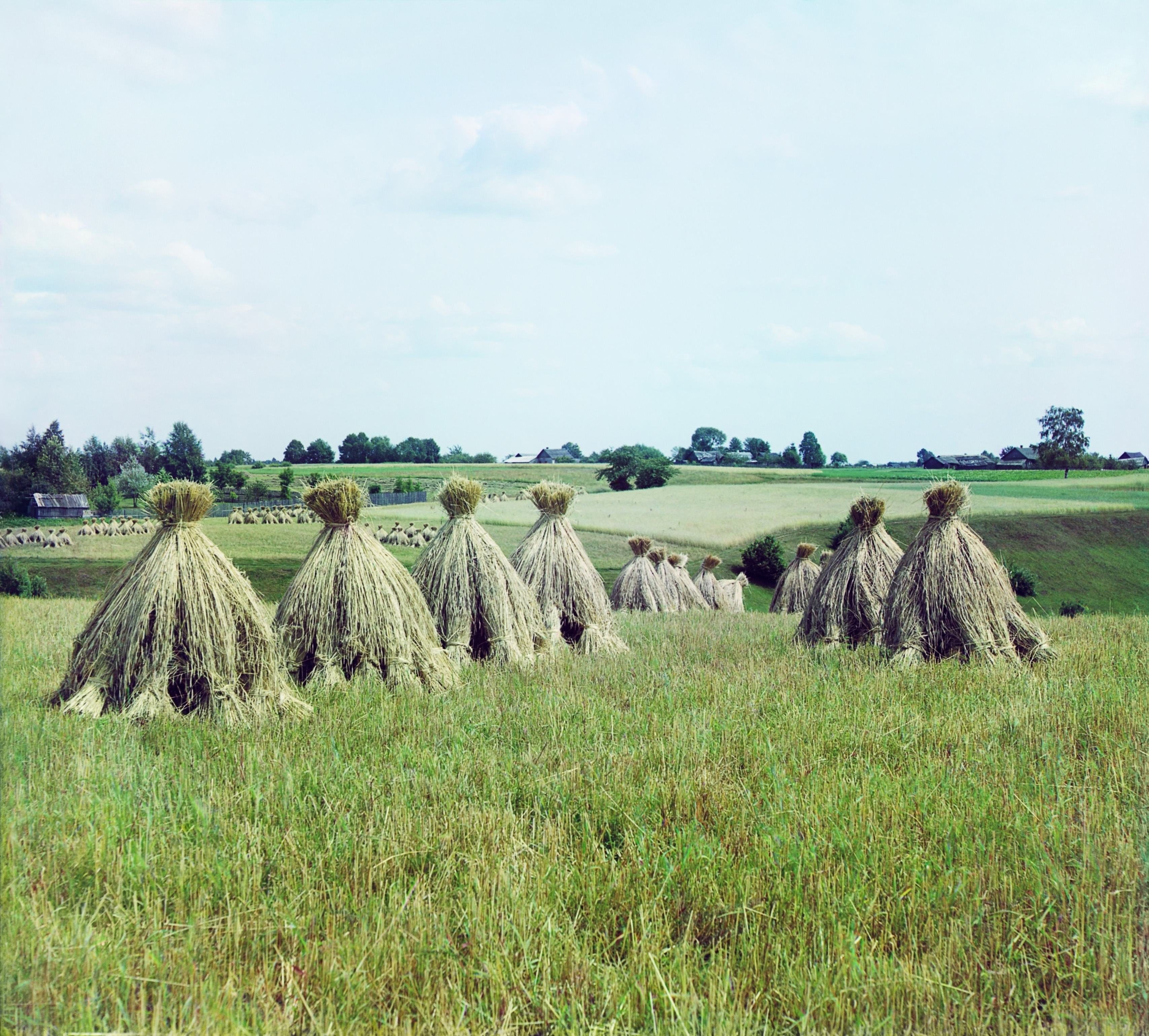
Скирды хлеба на сжатом поле в Витебской губернии, фото С. М. Прокудина-Горского, 1912 год

Традиционно в российском крестьянском хозяйстве сжатый хлеб хранили с помощью копнения и скирдования.
В 1929—1930 годах в СССР в рамках «великого перелома» была проведена массовая коллективизация сельского хозяйства. В Советском Союзе появилось множество колхозов.
Однако колхозная администрация практиковала сокрытие от заготовителей обмолоченного хлеба.

## Название метода
Доктор исторических наук В. А. Бондарев отмечал, что метод называли по-разному:
- Конвейерный метод уборки хлеба;
- «Конвейер»;
- «Хлебный конвейер».

## Появление конвейерного метода

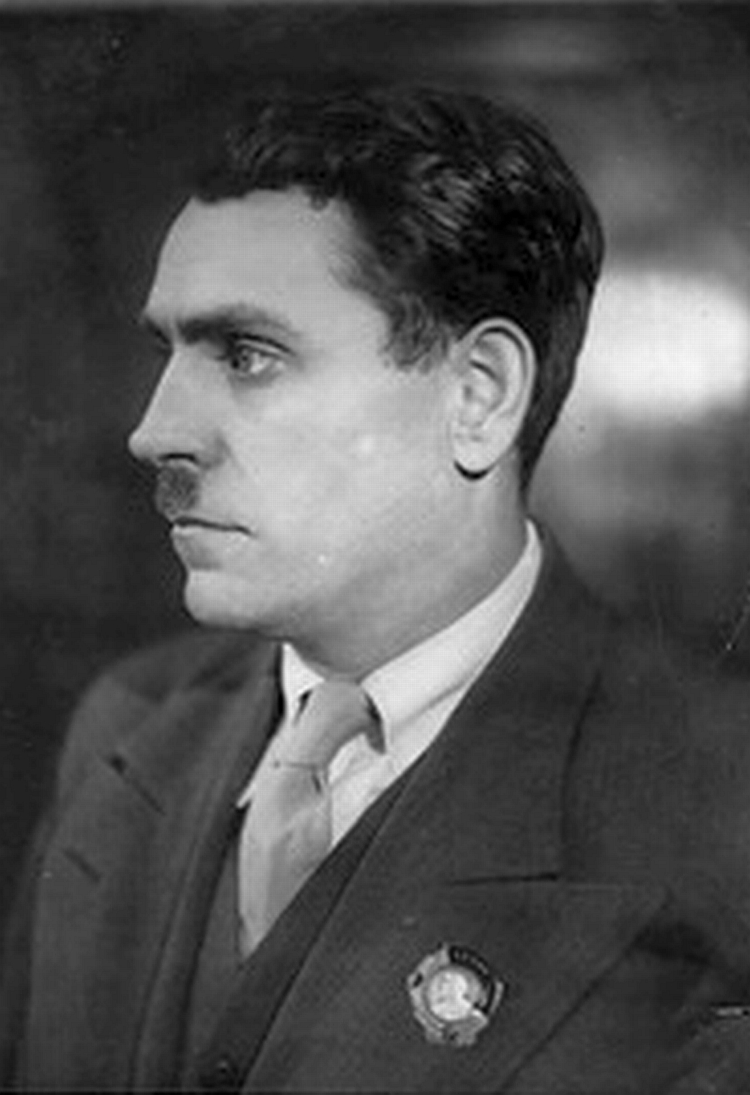
Тихон Юркин

По словам председателя Колхозцентра СССР Тихона Юркина, конвейерный метод уборки урожая появился в СССР в 1930 году, когда «был брошен знаменитый газетный клич — „конвейер“».

## Описание конвейерного метода
Конвейерный метод, по словам доктора исторических наук В. А. Бондарева, заключался в том, что собранный урожай после жатвы сразу обмолачивали и зерно отправляли на государственные элеваторы и ссыпные пункты. Метод позволял советскому государству сразу изъять зерно у непосредственного производителя — колхозов. При конвейерном методе исключалась операция — скирдование. Организаторы коллективизации считали, что «хлебный конвейер» не позволял колхозам утаивать от государства собранное зерно.

## Применение конвейерного метода в 1930 году
В жатву 1930 года конвейерный метод применялся очень широко. Всего же, по неполным данным Народного комиссариата Рабоче-крестьянской инспекции, за время уборочной кампании 1930 года потери урожая составили 167 млн центнеров. В постановлении июньского пленума ЦК ВКП(б) 1931 года отмечалось, что в 1930 году «во многих случаях уборка не была доведена до конца, потери в колхозах при уборке оказались очень велики»

## Причины неудачи конвейерного метода
Доктор исторических наук В. А. Бондарев отметил две причины неудачи применения конвейерного метода:
- Техническая причина — недостаточное количество зерноуборочных комбайнов и механических молотилок в СССР начала 1930-х годов. Зерноуборочный комбайн сразу обмолачивает скошенные колосья. При использовании жаток, кос и серпов темп более трудозатратного обмолота существенно отстает от темпа косовицы. В 1932 году в СССР жатками на конской тяге было убрано 54,6 % зерновых культур, серпами и косами — 35,4 %, уборочными машинами на тракторной тяге — 10 %, а несамоходными (их транспортировали по полю трактора) комбайнами только 4 %. Также в СССР не хватало механических молотилок — в 1932 году в Советском Союзе 60 % зерновых культур было обмолочено цепами и иными примитивными орудиями. Впрочем, число зерновых комбайнов в СССР в 1930-е годы быстро возросло: с 10,0 тыс. в 1932 году до 153,5 тыс. в 1938 году. Тем не менее, из-за конвейерного метода скошенные колосья накапливались на полях и у токов, где значительная часть урожая могла пропадать в силу естественных причин — уничтожения птицами и животными, прорастания и заливания дождями;
- Отрицательное воздействие на трудовую мотивацию колхозников — работники колхозов не хотели работать, так как видели, что собранный ими хлеб сразу уйдет государству. В итоге в колхозах упала трудовая дисциплина.

## Критика конвейерного метода советскими специалистами

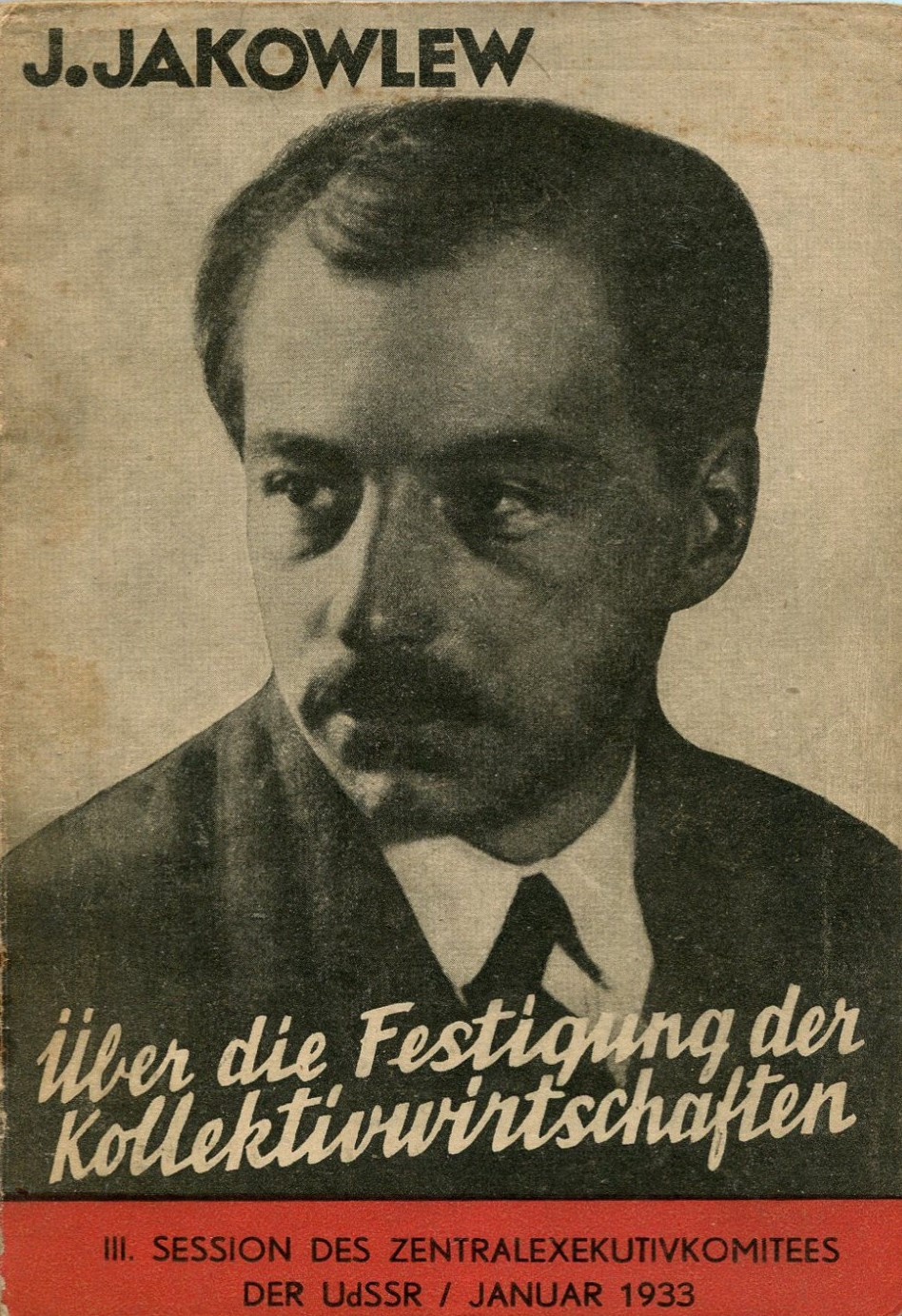
Нарком земледелия СССР Яков Яковлев

Уже в 1931 году советские руководители подвергли конвейерный метод критике. Так, 11 июня 1931 года народный комиссар земледелия СССР Я. А. Яковлев заявил на пленуме ЦК ВКП(б) следующее:

Все колхозники рассказывали, что после покоса пшеницы им не дали ее заскирдовать, объявили скирдование правым уклоном…

Я думаю, что в этом году «конвейер» может применяться, но с разумом и головой… В прошлом году мы бросились на этот «конвейер» без разума и головы… Нужно в этом году по этому глупому «конвейеру» ударить и ни в коем случае без подсчетов его не допускать…

## Фактический отказ от конвейерного метода
Уже летом 1931 года в СССР фактически отказались от конвейерного метода и стали пропагандировать скирдование. В частности, в «Социалистическом земледелии» 18 августа 1931 года вышла редакционная статья «Хлеб — в скирды!», в которой сообщалось:

…агротехнически целесообразное (на опыте огромного количества хозяйств испытанное и выверенное) отношение к скошенному хлебу предполагает скирдование как мероприятие, абсолютно необходимое…
В этой же статье критиковался конвейерный метод:

…"торжествует" конвейер, включивший в обмолот незначительную часть скошенного хлеба, основная же масса его продолжает лежать на полях, подвергаясь реальной угрозе порчи и гибели…
В статье сообщалось, что из скошенных в СССР к 10 августа 1931 года 57 млн га было обмолочено только 11,4 млн га, а заскирдовано 10,8 млн га.
7 сентября 1931 года в «Социалистическом земледелии» вышла статья «Уроки августа», критиковавшая неудовлетворительные темпы скирдования, которые сделали «неизбежным повышенный процент потерь при уборке».
Как отметил доктор исторических наук В. А. Бондарев, конвейерный метод в 1932 году в источниках уже не упоминается.
Конвейерный метод советские крестьяне помнили и позднее. Власти по-прежнему негативно относились к случаям засыпки зерна в колхозные амбары до выполнения государственных поставок.
В сводке ОГПУ, где перечислялись «наиболее важные факты отрицательных и контрреволюционных проявлений» по состоянию на 30 августа 1933 года указывалось в рубрике «саботаж хлебозаготовок», что руководство колхоза «Трудовой путь» (Армавирский район) «обмолоченное зерно не вывозит на элеватор, а ссыпает в колхозные амбары».

Оно все так строится, что нашим безтаркам и мешкам делать будет нечего, раз уж присылает государство своих весовщиков, то нужно ожидать, что с начала молотьбы пришлют машины, которые будут возить хлеб от молотилки на элеватор…